# Artikel 92 des Grundgesetzes für die Bundesrepublik Deutschland
Artikel 92 des Grundgesetzes für die Bundesrepublik Deutschland bildet die Eingangsnorm im Grundgesetz-Abschnitt Die Rechtsprechung.

## Erläuterungen
Halbsatz 1 der Vorschrift enthält für sich genommen keine Sachaussage, sondern lediglich eine Legaldefinition des Richters im Sinne des Grundgesetzes, wie der Regelung zur richterlichen Unabhängigkeit in Artikel 97 verwendet wird. Dabei steht die Legaldefinition auch im Zusammenhang mit der in Artikel 20 Absatz 3 normierten Gewaltenteilung, nach der die Judikative eine gegenüber der Legislative und der Exekutive eigenständige Gewalt ist.
Halbsatz 2 der Vorschrift enthält eine Konkretisierung des Artikels 30. Danach liegt die Verbandskompetenz für die Rechtsprechung in der föderalen Ordnung grundsätzlich bei den Ländern, die diese durch Landesgerichte ausüben. Der Bund übt nur in den im Grundgesetz vorgesehenen Fällen durch Bundesgerichte eigene Gerichtsbarkeit aus. 